# Aleja Pracy we Wrocławiu

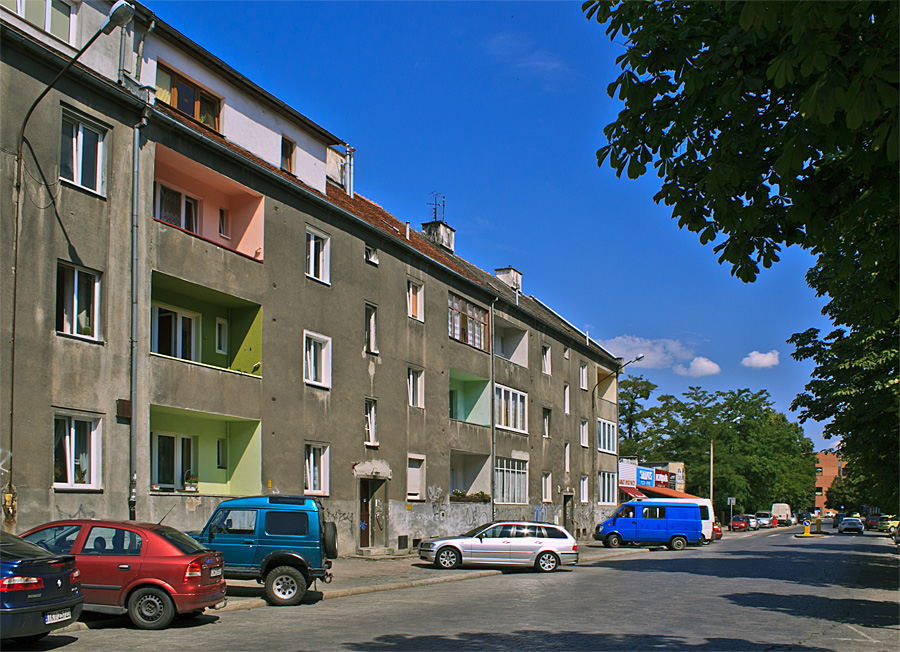
Dom mieszkalny fundacji doktora Ludwiga Friedmanna

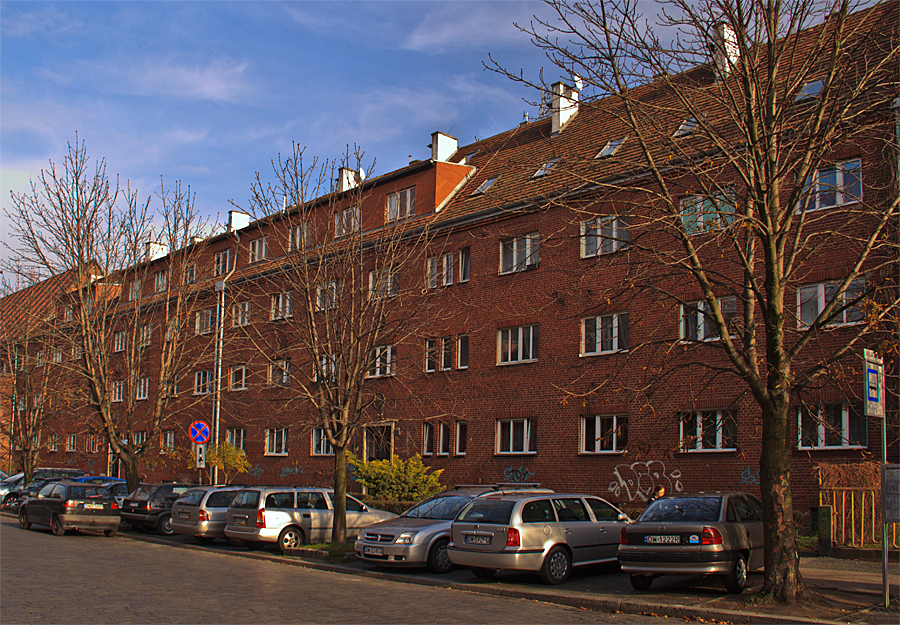
Dom fundacji Wiesnera i Schürtzmanna

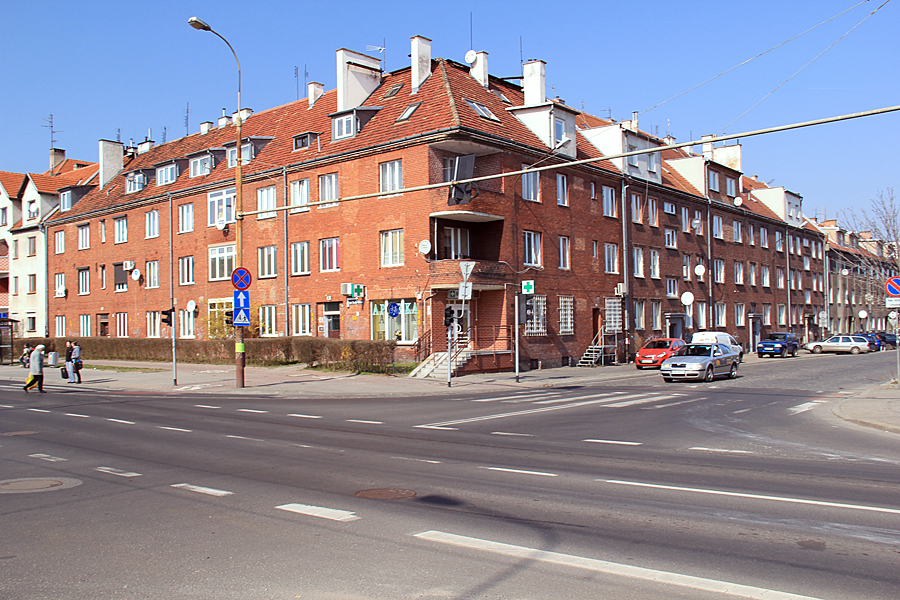
Dom fundacji Östreicherów i Gminy Synagogalnej

Aleja Pracy – jedna z ulic Wrocławia, położona w południowej części miasta na osiedlu Grabiszyn w dawnej dzielnicy Fabryczna.

## Położenie
Aleja Pracy jest jedną z wewnętrznych osi komunikacyjnych osiedla Grabiszyn, łączy biegnącą ukośnie z północnego zachodu ulicę Grabiszyńską z biegnącą w kierunku zachodnim aleją Hallera. W północnej części przecina ją ulica Inżynierska. Na skrzyżowaniu z nią w roku 2010 wykonano rondo, które od roku 2013 nosi imię Jerzego Woźniaka. W środkowej części aleja krzyżuje się z nią ulica Makowa, która jest centralną osią bloków zabudowy jedno- i wielorodzinnej osiedla mieszkaniowego Grabiszyn, przed rokiem 1945 zwanego Eichborngarten. Przedłużeniem alei Pracy w kierunku południowym jest ulica Odkrywców biegnąca pośród zabudowy domów jednorodzinnych osiedla Grabiszynek. Całkowita długość alei Pracy wynosi 516 m.

## Nazwa
Obecna nazwa nadana po II wojnie światowej jest związana z nazwami kilku sąsiednich ulic noszących nazwy zawodów: Inżynierskiej, Magazynowej, Budowlanej, Księgowej, Kreślarskiej, Spawaczy oraz nieistniejącego już placu Techników. Niemiecka nazwa Roonstraße została nadana na cześć Albrechta Theodora Emila von Roona (1803-1879) ministra wojny Prus, generalnego feldmarszałka i reorganizatora armii pruskiej. 19 października 2001 r. Rada Miejska Wrocławia uchwaliła zmianę nazwy alei Pracy na aleję Ojca Adama Wiktora. W sprawie takiej zmiany nazwy wniosek do rady zgłaszała wcześniej część mieszkańców ulicy. Adam Wiktor był jezuitą, proboszczem miejscowego kościoła św. Klemensa Dworzaka w latach stanu wojennego. Decyzja ta spotkała się ze sprzeciwem niektórych mieszkańców i Komisji Nazewnictwa Ulic Towarzystwa Miłośników Wrocławia. Została później uchylona przez wojewodę dolnośląskiego z przyczyn formalnych.

## Historia
Aleja Pracy została wytyczona w miejscu dawnej drogi wygonowej biegnącej południkowo od zabudowań wsi Grabiszyn w kierunku południowym pośród pól i łąk do niej należących. Po przyłączeniu Grabiszyna do Wrocławia w roku 1911 zaczęła powstawać zabudowa mieszkaniowa. Pierwszy dom powstał w latach 1912-13, następne w latach 1923-39. Południowa część ulicy została przeznaczona na budownictwo socjalne przeznaczone dla niezamożnych mieszkańców miasta. Do roku 1937 zbudowano łącznie siedem domów socjalnych z małymi mieszkaniami należącymi do fundacji zarządzanych przez magistrat. Najstarszy z nich należący do fundacji Gotthelfa znajdował się pod numerami 36-40, przylegał do niego od północy budynek z mieszkaniami dwóch fundacji: Wiesnera i Schürtzmanna, miał numery 30-34. Znajdujące się o przeciwnej stronie ulicy domy z numerami 27 i 29 należały do fundacji doktora Ludwiga Friedmanna, 31 i 33 fundacji Kempnera, a 37-43 były własnością Gminy Synagogalnej i żydowskiej fundacji Östreicherów. W połowie lat dwudziestych rozpoczęto budowę ewangelickiego kościoła parafialnego Trójcy Świętej, jednak ostatecznie powstał tylko parafialny dom spotkań z salą gimnastyczną. Pod koniec lat dwudziestych i w latach trzydziestych powstała jeszcze szkoła ludowa oraz budynki mieszkalne spółdzielni Schlesienbau G.m.b.H. W roku 1945 zabudowa północnej części ulicy legła w gruzach. Po wojnie zabudowa północnej części została częściowo uzupełniona, ostatnim budynkiem jaki powstał przy alei Pracy jest blok zabudowy Osiedle Corte Verona zaprojektowany w r. 2006.

## Zabudowa
Ocalona od zniszczeń wojennych zabudowa południowej części alei Pracy stanowi ciekawy przegląd modernistycznej architektury mieszkalnej od drugiej dekady XX wieku po lata trzydzieste, a jednocześnie przykład zespołu budynków z małymi i tanimi mieszkaniami socjalnymi dla najuboższych, projektowanych przez różnych architektów. 
Najstarszy z całej zabudowy dom fundacji Gotthelfa powstał w latach 1913-14 według projektu miejskiego radcy budowlanego Maksa Berga posiadał 36 niewielkich mieszkań spełniających wymogi tzw. minimum socjalnego, składały się z kuchni ze spiżarnią oraz pokoju mieszkalnego i toalety, w piwnicach mieściły się pralnie i wspólne łazienki dla lokatorów. Nowoczesny jak na owe czasy budynek w formie częściowo nawiązywał w formie do rodzimej architektury śląskiej, posiadał częściową konstrukcję żelbetową, co wtedy było nowością w budownictwie mieszkaniowym.
Zbudowany w latach 1934-35 dom fundacji Wiesnera i Schürtzmanna został zaprojektowany przez Richarda Konwiarza. Mieścił jedno- i dwupokojowe mieszkania oraz wspólne łazienki i toalety. Przeznaczony był dla najbiedniejszych mieszkańców miasta. Cechuje się oszczędną modernistyczną formą, kryty dwuspadowym dachem, elewacja licowana jest czerwoną cegłą. Podobne w formie są budynki po drugiej stronie ulicy, zaprojektowany również przez Konwiarza dom fundacji Friedmanna, dom fundacji Kempnera, który powstał w pierwszej połowie lat dwudziestych według projektu Karla Klimma oraz należący do gminy żydowskiej i fundacji Östreicherów zbudowany w latach 1935-37, który był dziełem Richarda i Paula Ehrlichów oraz Moritza Haddy.
Ewangelicki kościół zbudowany w roku 1928 według projektu spółki architektów Paula Kleina i Georga Wolffa reprezentuje nurt „ceglanego modernizmu” charakterystyczny dla ówczesnej architektury mieszkaniowej. Hala kryta dwuspadowym dachem służyć miała pierwotnie jako sala gimnastyczna domu parafialnego, obok którego miała powstać większa świątynia. Tych planów jednak nigdy nie udało się zrealizować. Po roku 1945 jest kościołem katolickim pw. św. Klemensa Dworzaka.